# Interstate 585
L'Interstate 585 (I-585) est une autoroute auxiliaire de l'I-85 de 2,25 miles (3,62 km) en Caroline du Sud. Il s'agit en fait d'une autoroute orpheline depuis 1995, année à laquelle son autoroute-mère, l'I-85, a été déplacée au nord en contournant Spartanburg. L'ancien tracé de l'I-85 est devenu l'I-85 BL.

## Description du tracé
L'I-585 forme un multiplex avec la US 176 sur l'ensemble de son trajet et utilise les numéros de sortie basés sur la distance de la US 176 plutôt que ses propres numéros. Le terminus sud de l'I-585 se trouve à la jonction avec la US 221. Sur son court tracé, l'I-585 demeure en multiplex avec la US 176 et rencontre quelques rues locales ainsi que l'I-85 BL. Elle se termine au nord de celle-ci alors que la US 176 continue au nord-ouest et rencontre l'I-85.

## Liste des sorties
| Interstate 585                            |                                    |      |      |        | | |
| Comté                                     | Municipalité                       | mi   | km   | Sortie | Intersections / Destinations                                                                                     | Notes                                                                                                 |
| Spartanburg                               | Spartanburg                        | 0,00 | 0,00 | —      | US 176 est / SC 9 (en) sud (Pine Street)                                                                         | Terminus sud du multiplex avec US 176; continue au-delà comme US 176                                  |
| Spartanburg                               |                                    | 0,17 | 0,27 | 25     | SC 9 (en) nord (Boiling Springs Road) / Whitney Road sud / North Church Street sud vers US 221 – Boiling Springs | Terminus sud du multiplex avec SC 9; indiqué sortie 25B (US 221) et 25A (SC 9 nord) en direction nord |
| Spartanburg                               |                                    | 0,90 | 1,45 | 24     | California Avenue                                                                                                | Sortie direction nord, entrée direction sud                                                           |
| Spartanburg                               | Limite Southern Shops–Valley Falls | 2,07 | 3,33 | 23     | I-85 BL – Charlotte, Greenville                                                                                  | Indiqué sortie 23A (sud) et 23B (nord); terminus nord de l'I-585                                      |
| Spartanburg                               | Limite Southern Shops–Valley Falls | 2,07 | 3,33 | —      | US 176 ouest vers I-85 – Charlotte, Greenville, Inman                                                            | Terminus nord du multiplex avec US 176; continue au-delà comme US 176                                 |
| - Terminus du multiplex - Accès incomplet |                                    |      |      |        | | |